# Fossanova San Biagio
Fossanova San Biagio è una frazione di Ferrara di 663 abitanti, facente parte della Circoscrizione 2.
Il toponimo "Fossanova" deriva dalla costruzione di un nuovo fossato che ospitava le acque del Po per metterle in comunicazione con quelle del fiume preesistente di Gaibana, avvenuta nel 909 per volere del vescovo di Ravenna.
Il borgo viene nominato in un atto notarile del 1174. Il borgo viene nominato in un atto notarile del 1174.
Posta a 7 km da Ferrara, si sviluppa lungo l'argine destro del Po di Primaro lungo la Via Bassa tra Ferrara e Fossanova San Marco (con cui è unita dal ponte Melica) e Sant'Egidio.

## Monumenti e luoghi d'interesse
- Chiesa di San Biagio. Le origini della Chiesa parrocchiale si fanno risalire al XII secolo e venne riedificata nel 1617 per volere del conte Giulio Peronaldo. L'interno è in stile barocco.